# Amt Fürth (Odenwald)
Das Amt Fürth (auch Amtsvogtei Fürth) war ein Amt in Kurmainz, der Landgrafschaft Hessen-Darmstadt und nachfolgend des Großherzogtums Hessen. Verwaltungssitz war Fürth im Odenwald.

## Funktion
In der Frühen Neuzeit waren Ämter eine Ebene zwischen den Gemeinden und der Landesherrschaft. Die Funktionen von Verwaltung und Rechtsprechung waren hier nicht getrennt. Dem Amt stand ein Amtmann vor, der von der Landesherrschaft eingesetzt wurde. 

## Geschichte

### Kurmainz
Bereits vor Gründung des Amtes war Fürth Sitz eines Verwaltungs- und Gerichtsbezirks, der Zent Fürth, deren älteste Beschreibung aus dem Jahr 1603 stammt. Das „Amt Fürth“ (auch als „Amtsvogtei Fürth“ bezeichnet) wurde 1782 anlässlich einer Verwaltungsreform geschaffen. Es war dem Unteren Erzstift und dem Oberamt Starkenburg nachgeordnet. Das „Amt Fürth“ umfasste die Zente Fürth, Abtsteinach und Mörlenbach sowie das Gericht Hartenrod. Die Niedere Gerichtsbarkeit blieb bei den bestehenden Zentgerichten. Die Zentordnung mit dem Zentschultheiß an der Spitze blieb formal bestehen. Die Zentherren waren jedoch gegenüber den vorgesetzten Behörden weisungsgebunden. Auch der Burggraf der Starkenburg verlor bei dieser Umstrukturierung an Macht. Er war weiter Oberamtmann aber seine Befugnisse wurden stark beschnitten, indem ihm ein Oberamtsverweser und ein Oberamtsrichter zur Seite gestellt wurden. Die Rechtsprechung der zweiten Instanz wurde jetzt vom Oberamtsrichter und den Amtskellnern von Heppenheim und Bensheim als Beisitzern ausgeübt.

### Hessen
Mit dem Reichsdeputationshauptschluss wurde Kurmainz 1803 aufgelöst und das Oberamt Starkenburg mit der Amtsvogtei Fürth der Landgrafschaft Hessen-Darmstadt zugeschlagen, die 1806 in „Großherzogtum Hessen“ umbenannt wurde. Die bestehenden Ämter, so auch Fürth, wurden als hessische Ämter weitergeführt, während das „Oberamt Starkenburg“ 1805 aufgelöst wurde. Das „Amt Fürth“ war der Provinz Starkenburg unterstellt.
1812 wurden bei der Auflösung des ehemals kurpfälzischen Oberamtes Lindenfels eine Reihe von Orten dem Amt Fürth zugeordnet (in der folgenden Aufstellung mit „LF“ gekennzeichnet), andere musste es bei dieser Umstrukturierung an das neu errichtete Amt Waldmichelbach abgeben. Als Begründung wurde angeführt, dass dies dazu diene, Ordnung in die „ganz vermengt gelegenen Ortschaften und Höfe“ zu bringen.

### Ende
Mit der Ausführungsverordnung vom 9. Dezember 1803 wurde das Gerichtswesen der beiden oberen Instanzen im Großherzogtum neu organisiert. Die Ämter – so auch das Amt Fürth – blieben die erste Instanz der Rechtsprechung in Zivilsachen.
1821 kam es zu einer Justiz- und Verwaltungsreform, mit der auch die Trennung der Rechtsprechung von der Verwaltung auf unterer Ebene umgesetzt wurde. Die Ämter wurden aufgelöst, ihre Aufgaben hinsichtlich der Verwaltung neu gebildeten Landratsbezirken, die erstinstanzliche Rechtsprechung Landgerichten übertragen. Das Amt Fürth wurde aufgelöst. Hinsichtlich der von ihm bis dahin wahrgenommenen Verwaltungsaufgaben trat nun der Landratsbezirk Lindenfels, hinsichtlich der Rechtsprechung das Landgericht Fürth.

## Umfang
Das Amt Fürth bestand aus den nachfolgend aufgelisteten Gemeinden und Siedlungen und war in Kurmainzer Zeit in vier Bezirke eingeteilt.

→ AS = in Kurmainzer Zeit zur Zent Abtsteinach

→ FÜ = in Kurmainzer Zeit zur Zent Fürth

→ HR = in Kurmainzer Zeit zum Gericht Hartenrod

→ LF = 1812 vom aufgelösten Amt Lindenfels 

→ MÖ = in Kurmainzer Zeit zur Zent Mörlenbach

→ WM = 1812 an das Amt Waldmichelbach abgegeben
- Affolterbach (LF),
- Altlechtern (FÜ),
- Aschbach (HR, WM[Anm. 1]),
- Brombach (FÜ),
- Buchklingen (AS),
- Dürr-Ellenbach (HR, WM[Anm. 2]),
- Eichelberg, (AS, Hof)
- Ellenbach[Anm. 3] (LF),
- Erlenbach (LF),
- Eulsbach (LF),
- Fahrenbach (FÜ),
- Fürth (FÜ),
- Gadern (HR, WM),
- Glattbach (LF),
- Gorxheim (AS, WM),
- Gras-Ellenbach[Anm. 4] (LF),
- Groß-Breitenbach (MÖ, WM),
- Hammelbach (LF),
- Hartenrod (HR, WM),
- Hiltersklingen (FÜ)[Anm. 5],
- Klein-Breitenbach (MÖ),
- Kocherbach (HR, WM),
- Kolmbach (FÜ),
- Kröckelbach (FÜ),
- Krumbach (FÜ),
- Kunzenbach (AS, historisch: Unter-Kunzenbach),
- Lautenweschnitz (LF),
- Leberbach (FÜ),
- Linnenbach (LF),
- Litzelbach (Grasellenbach) (HR),
- Löhrbach (AS, WM),
- Lörzenbach (FÜ),
- Mackenheim (MÖ),
- Mörlenbach (MÖ, WM),
- Nieder-Liebersbach (MÖ, WM),
- Nieder-Mumbach (MÖ, WM),
- Ober-Abtsteinach (AS, WM),
- Ober-Liebersbach (MÖ, WM),
- Ober-Scharbach (LF),
- Pfaffen-Beerfurth (LF),
- Schlierbach (LF),
- Schnorrenbach (MÖ, WM),
- Seidenbach (LF),
- Seidenbuch[Anm. 6] (LF),
- Steinbach (FÜ),
- Trösel (AS, WM),
- Unter-Abtsteinach (AS, WM),
- Unter-Flockenbach (AS, WM),
- Unter-Scharbach (LF),
- Wahlen (LF),
- Wald-Michelbach (HR),
- Weiher (MÖ, WM),
- Weschnitz (FÜ) und
- Winkel (LF).

Das Gebiet des Amtes Fürth lag auf den Gemarkungen der heutigen Gemeinden Abtsteinach, Birkenau, Fürth, Gorxheimertal, Lindenfels, Mörlenbach, Mossautal und Wald-Michelbach.

## Recht
Im Amt Fürth galt in den aus Kurmainz stammenden Teilen das formal 1755 noch einmal eingeführte Mainzer Landrecht. In den Ortschaften, die 1812 aus ehemals Kurpfälzer Bestand hinzukamen, galt das Pfälzische Landrecht. Das Gemeine Recht galt darüber hinaus, soweit das jeweilige Partikularrecht spezielle Regelungen für einen Sachverhalt nicht enthielt. Diese Partikularrechte blieben während des gesamten 19. Jahrhunderts weiter in Geltung, als das Gebiet zum Großherzogtum Hessen gehörte. Erst zum 1. Januar 1900 wurden sie von dem einheitlich im ganzen Deutschen Reich geltenden Bürgerlichen Gesetzbuch abgelöst.